# Criterium Asów 1956
VI Criterium Asów odbył się 4 listopada 1956. Zwyciężył Włodzimierz Szwendrowski.

## Wyniki
- 4 listopada 1956 (niedziela), Stadion Polonii Bydgoszcz

| Msc. | Zawodnik                | Klub                  | Pkt |                 |  |
| ---- | ----------------------- | --------------------- | --- | --------------- |  |
| 1    | (10) Florian Kapała     | Kolejarz Rawicz       | 15  | (3,3,3,3,3)     |  |
| 2    | (4) Mieczysław Połukard | Gwardia Bydgoszcz     | 14  | (3,3,2,3,3)     |  |
| 3    | (2) Tadeusz Teodorowicz | Ślęza Wrocław         | 12  | (2,2,3,3,2)     |  |
| 4    | (13) Henryk Żyto        | Unia Leszno           | 11  | (3,3,1,3,1)     |  |
| 5    | (3) Edward Kupczyński   | Ślęza Wrocław         | 11  | (1,2,3,2,3)     |  |
| 6    | (1) Stanisław Tkocz     | Górnik Rybnik         | 9   | (u,2,2,2,3)     |  |
| 7    | (9) Marian Spychała     | Kolejarz Rawicz       | 9   | (2,1,2,2,2)     |  |
| 8    | (7) Jan Malinowski      | Gwardia Bydgoszcz     | 8   | (3,3,2,d,d)     |  |
| 9    | (12) Rajmund Świtała    | Gwardia Bydgoszcz     | 8   | (1,2,3,d,2)     |  |
| 10   | (16) Jerzy Błoch        | Ślęza Wrocław         | 6   | (2,1,2,0,1)     |  |
| 11   | (5) Marian Mielcarski   | Gwardia Bydgoszcz     | 5   | (2,d,1,1,1)     |  |
| 12   | (11) Joachim Maj        | Górnik Rybnik         | 0   | (d,ns,ns,ns,ns) |  |
|      | Eugeniusz Nazimek       | Stal Rzeszów          |     |                 |  |
|      | Józef Wieczorek         | Górnik Rybnik         |     |                 |  |
|      | Andrzej Krzesiński      | CWKS Warszawa         |     |                 |  |
|      | Janusz Suchecki         | Budowlani Warszawa    |     |                 |  |
|      | Kazimierz Bentke        | Ostrovia Ostrów Wlkp. |     |                 |  |
|      | Marian Jankowski        | Ostrovia Ostrów Wlkp. |     |                 |  |